# Alstonia macrophylla
Pour les articles homonymes, voir Bois jaune.
Espèce
Synonymes
- Alstonia acuminata Miq.[1]
- Alstonia batino Blanco[1]
- Alstonia costata Wall. ex Miq.[1]
- Alstonia glabriflora Markgr.[1]
- Alstonia macrophylla var. acuminata (Miq.) Monach.[1]
- Alstonia oblongifolia Merr.[1]
- Alstonia pangkorensis King & Gamble[1]
- Alstonia subsessilis Miq.[1]
- Echites trifidus Blanco[1]

Statut de conservation UICN

 LC  : Préoccupation mineure
Alstonia macrophylla est une espèce de plantes de la famille des arbres Apocynaceae.

## Liste des variétés
Selon Tropicos (15 mars 2019) (Attention liste brute contenant possiblement des synonymes) :
- variété Alstonia macrophylla var. acuminata (Miq.) Monach.
- variété Alstonia macrophylla var. glabra A. DC.
- variété Alstonia macrophylla var. mollis Merr.

## Publication originale
- A Numerical List of Dried Specimens n. 1648.